# Kagerō-Klasse
Die Kagerō-Klasse (japanisch 陽炎型駆逐艦 Kagerō-gata kuchikukan) war eine Klasse von 19 Zerstörern der Kaiserlich Japanischen Marine, die im Zweiten Weltkrieg zum Einsatz kamen. Die japanische Marine bezeichnete die Schiffe auch als Typ-A-Zerstörer (jap. 甲型駆逐艦, Kō-gata kuchikukan).
Die Yukikaze fuhr als Tan Yang noch bis Mitte der 1960er Jahre in der Marine der Republik China.

## Geschichte

### Entwicklungsgeschichte
Die Kagerō-Klasse stellt eine Weiterentwicklung der vorhergehenden Asashio-Klasse da. Gegenüber dieser kam es zu einer leichten Erhöhung der Abmessungen, die Brückenaufbauten wurden niedriger gestaltet und die Spanten und inneren Festigkeitsverbände sowie Aufbauten – aber nicht die Außenhautbeplankung – wurden vollständig geschweißt. Ebenfalls kam es zu einer Änderung der Form des Schiffskörpers, insbesondere das Hecks, um den Fahrwiderstand zu erhöhen und die Antriebsleistung wurde auf 52.000 PS gesteigert. Zu Versuchszwecken erhielt die Amatzukaze einen kleineren Kesseltyp, welcher eine höhere Betriebstemperatur und Dampfdruck entwickelte. Was aber zu keiner Leistungssteigerung führte.
Die Bewaffnung blieb gegenüber der Asashio-Klasse gleich, nur die Nachladeeinrichtung der Torpedorohrsätze wurde verbessert und die Anordnung leicht geändert. Da die Position der Reservetorpedos des vorderen Rohrsatzes sich nun beiderseits des ersten Schornsteins befand.

### Bau
Im Rahmen des 3. Bauprogramms (Maru 3 Keikaku) von 1937 wurden 18 Einheiten mit den Baunummern 17 bis 34 geplant. Wovon aber die letzten drei zur Finanzierung der Yamato-Klasse gestrichen wurden, um das aufgewendete Budget dieser Schlachtschiffe zu verschleiern. Im nachfolgenden 4. Bauprogramm (Maru 4 Keikaku) von 1939 kamen weitere vier Einheiten – Baunummern 112 bis 115 – hinzu. Die Bauaufträge für diese insgesamt neunzehn Einheiten wurden an drei private und zwei staatliche Werften vergeben. Welche die Schiffe zwischen August 1937 und Juli 1940 auf Kiel legten und bis September 1941 fertig stellten. Die Akigumo, als letzte Einheit der Klasse, wird manchmal zur nachfolgenden Yūgumo-Klasse gezählt.

## Liste der Schiffe
| Bau-Nr.        | Name                                                                | Bauwerft                                                            | Kiellegung                                                          | Stapellauf                                                          | Indienststellung                                                    | Verbleib |
| Maru 3 Keikaku | Maru 3 Keikaku                                                      | Maru 3 Keikaku                                                      | Maru 3 Keikaku                                                      | Maru 3 Keikaku                                                      | Maru 3 Keikaku                                                      | Maru 3 Keikaku |
| -------------- | ------------------------------------------------------------------- | ------------------------------------------------------------------- | ------------------------------------------------------------------- | ------------------------------------------------------------------- | ------------------------------------------------------------------- | --- |
| 17             | Kagerō (陽炎)                                                       | Marinewerft Maizuru                                                 | 30. September 1937                                                  | 27. September 1938                                                  | 6. November 1939                                                    | versenkt am 8. Mai 1943, durch Luftangriff                                                                                                   |
| 18             | Shiranui (不知火)                                                   | Uraga Senkyo, Yokosuka                                              | 30. August 1937                                                     | 28. Juni 1938                                                       | 20. Dezember 1939                                                   | versenkt am 27. Oktober 1944, während der See- und Luftschlacht im Golf von Leyte vor Panay                                                  |
| 19             | Kuroshio (黒潮)                                                     | Fujinagata Zōsen, Osaka                                             | 31. August 1937                                                     | 25. Oktober 1938                                                    | 27. Januar 1940                                                     | gesunken am 8. Mai 1943, durch Auflaufen auf eine Minensperre zwischen den Inseln Arundel und Kolombangara                                   |
| 20             | Oyashio (親潮)                                                      | Marinewerft Maizuru                                                 | 29. März 1938                                                       | 29. November 1938                                                   | 20. August 1940                                                     | versenkt am 8. Mai 1943, durch Luftangriff                                                                                                   |
| 21             | Hayashio (早潮)                                                     | Uraga Senkyo, Yokosuka                                              | 30. Juni 1938                                                       | 19. April 1939                                                      | 31. August 1940                                                     | versenkt am 24. November 1942, durch amerikanische Zerstörer im Huongolf                                                                     |
| 22             | Natsushio (夏潮)                                                    | Fujinagata Zōsen, Osaka                                             | 9. Dezember 1937                                                    | 23. Februar 1939                                                    | 31. August 1940                                                     | versenkt am 9. Februar 1942, durch amerikanisches U-Boot S-37 vor Ostborneo                                                                  |
| 23             | Hatsukaze (初風)                                                    | Kawasaki, Kōbe                                                      | 3. Dezember 1937                                                    | 24. Januar 1939                                                     | 15. Februar 1940                                                    | versenkt am 2. November 1943, durch amerikanische Zerstörer Dunlap, Craven und Maury, während der Seeschlacht bei der Kaiserin-Augusta-Bucht |
| 24             | Yukikaze (雪風)                                                     | Marinewerft Sasebo                                                  | 2. August 1938                                                      | 24. März 1939                                                       | 20. Januar 1940                                                     | Kriegsbeute China: am 6. Juli 1947 umbenannt in Tang Yan                                                                                     |
| 25             | Amatsukaze (天津風)                                                 | Marinewerft Maizuru                                                 | 14. Februar 1939                                                    | 19. Oktober 1939                                                    | 26. Oktober 1940                                                    | versenkt am 6. April 1945, durch Luftangriff ostwärts von Amoy                                                                               |
| 26             | Tokitsukaze (時津風)                                                | Uraga Senkyo, Yokosuka                                              | 20. Februar 1939                                                    | 10. November 1939                                                   | 15. Dezember 1940                                                   | versenkt am 3. März 1943 durch Luftangriff während der Schlacht in der Bismarcksee                                                           |
| 27             | Urakaze (浦風)                                                      | Fujinagata Zōsen, Osaka                                             | 11. April 1939                                                      | 19. April 1940                                                      | 15. Dezember 1940                                                   | versenkt am 21. November 1944, durch amerikanisches U-Boot Sealion                                                                           |
| 28             | Isokaze (磯風)                                                      | Marinewerft Sasebo                                                  | 25. November 1938                                                   | 19. Juni 1939                                                       | 30. November 1940                                                   | versenkt am 7. April 1945, während der Operation Ten-gō                                                                                      |
| 29             | Hamakaze (浜風)                                                     | Uraga Senkyo, Yokosuka                                              | 20. November 1939                                                   | 25. November 1940                                                   | 30. Juni 1941                                                       | versenkt am 7. April 1945, während der Operation Ten-gō                                                                                      |
| 30             | Tanikaze (谷風)                                                     | Fujinagata Zōsen, Osaka                                             | 18. Oktober 1939                                                    | 1. November 1940                                                    | 25. April 1941                                                      | gesunken: 9. Juni 1944 |
| 31             | Nowaki (野分)                                                       | Marinewerft Maizuru                                                 | 8. November 1939                                                    | 17. September 1940                                                  | 28. April 1941                                                      | gesunken: 25. Oktober 1944 |
| 32 33 34       | Aufträge annulliert und Mittel zum Bau der Yamato-Klasse verwendet. | Aufträge annulliert und Mittel zum Bau der Yamato-Klasse verwendet. | Aufträge annulliert und Mittel zum Bau der Yamato-Klasse verwendet. | Aufträge annulliert und Mittel zum Bau der Yamato-Klasse verwendet. | Aufträge annulliert und Mittel zum Bau der Yamato-Klasse verwendet. | Aufträge annulliert und Mittel zum Bau der Yamato-Klasse verwendet.                                                                          |
| Maru 4 Keikaku |                                                                     |                                                                     |                                                                     |                                                                     |                                                                     | |
| 112            | Arashi (嵐)                                                         | Marinewerft Maizuru                                                 | 4. Mai 1939                                                         | 22. April 1940                                                      | 27. Januar 1941                                                     | versenkt am 6. August 1943, während der Schlacht im Vella-Golf                                                                               |
| 113            | Hagikaze (萩風)                                                     | Uraga Senkyo, Yokosuka                                              | 23. Mai 1939                                                        | 18. Juni 1940                                                       | 31. März 1941                                                       | versenkt am 6. August 1943, während der Schlacht im Vella-Golf                                                                               |
| 114            | Maikaze (舞風)                                                      | Fujinagata Zōsen, Osaka                                             | 22. April 1940                                                      | 13. März 1941                                                       | 15. Juli 1941                                                       | versenkt am 17. Februar 1944, durch Schiffe der TG 50.3                                                                                      |
| 115            | Akigumo (秋雲)                                                      | Uraga Senkyo, Yokosuka                                              | 2. Juli 1940                                                        | 11. April 1941                                                      | 27. September 1941                                                  | gesunken: 11. April 1944 |

## Technische Beschreibung

### Rumpf
Der Rumpf eines Zerstörers der Kagerō-Klasse, unterteilt in wasserdichte Abteilungen, war 118,5 Meter lang, 9,35 Meter breit und hatte bei einer Einsatzverdrängung von 2.529 Tonnen einen Tiefgang von 3,76 Metern.

### Antrieb

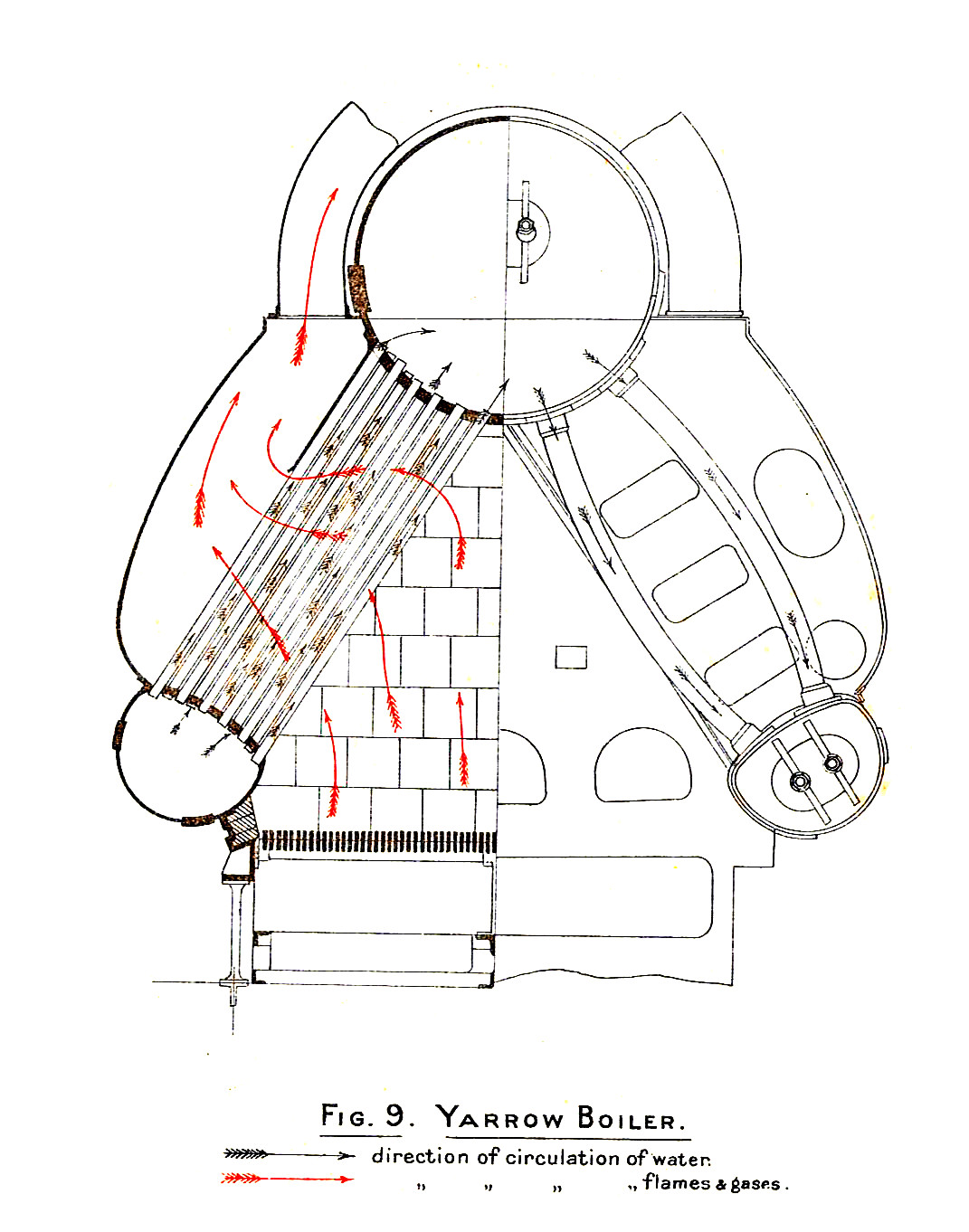
Schnitt durch einen Yarrow-Kessel, wovon der bei der Kagerō-Klasse verwendete Kessel eine Variante darstellt.

Der Antrieb erfolgte durch drei ölbefeuerte Dampferzeuger – Kampon-Kessel des Typs Ro, jeder in einem einzelnen Kesselraum untergebracht – und zwei Kampon-Getriebeturbinensätze mit denen eine Gesamtleistung von 52.000 PS (38.246 kW) erreicht wurde. Die Leistung wurde an zwei Wellen mit je einer Schraube abgegeben. Die Höchstgeschwindigkeit betrug 35 Knoten (65 km/h) und die maximale Fahrstrecke von 5.000 Seemeilen (9.260 km) bei 18 Knoten.

### Bewaffnung

#### Artillerie

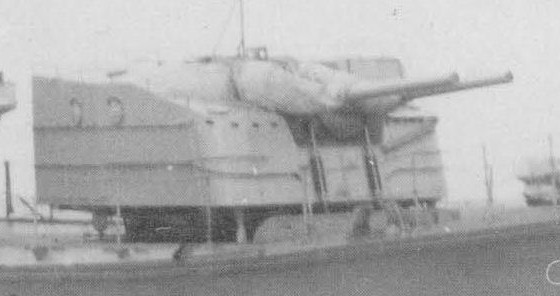
12,7-cm Typ 3 Modell C Geschützturm, wie er auf der Kagerō-Klasse verwendet wurde.

Die Artilleriebewaffnung bestand aus sechs 12,7-cm-Geschützen mit Kaliberlänge 50 Typ 3. Dieses ab 1928 eingeführte Seezielgeschütz hatte eine Feuerrate von 5 bis 10 Schuss die Minute. Es konnte eine 23 Kilogramm schwere Granate bis zu 18,4 Kilometer weit schießen und war in drei 33 Tonnen schweren Zwillingstürmen des C-Modells untergebracht. Diese waren in Bootsmittellinie, einer vor dem Brückenaufbau und zwei hinter bzw. auf dem achteren Deckshaus aufgestellt. Der innere Turm (Turm B) war so angeordnet, dass er den äußeren überschießen konnte (sog. überhöhte Endaufstellung). Diese Geschütztürme hatten eine Seitenrichtgeschwindigkeit von bis 6° pro Sekunde, eine Höhenrichtgeschwindigkeit von bis 27° pro Sekunde und einen Höhenrichtbereich von −7° bis +55°. Es waren die gleichen Geschütze wie bei der Hauptartillerie aller anderen Zerstörer des Spezialtyps, nur das Turmmodell unterschied sich.

#### Flugabwehr
Zur Flugabwehr standen vier 2,5-cm -Maschinenkanonen des Typ 96 in Doppellafette zur Verfügung, welche auf einer Plattform am hinteren Schornstein beidseitig aufgestellt waren. Die 2,5-cm-Maschinenkanonen verschossen im Einsatz rund 110 bis 120 Schuss pro Minute, die effektive Reichweite lag bei etwa 3 Kilometern bei 85° Rohrerhöhung. Die 1,1 Tonnen schwere Zwillingslafette war um 360° drehbar und hatte einen Höhenrichtbereich von −10° bis +85°.
Leichte Flugabwehrbewaffnung von Zerstörern der Hauptmächte des Zweiten Weltkrieges, etwa Anfang 1942.
| Klasse     | Kagerō     | Zerstörer 1936      | Soldati  | Mogador                   | Ognevoj                | Q− und R               | Fletcher            |
| ---------- | ---------- | ------------------- | -------- | ------------------------- | ---------------------- | ---------------------- | ------------------- |
| Land       | Japan      | Deutsches Reich     | Italien  | Frankreich                | Sowjetunion            | Vereinigtes Königreich | Vereinigte Staaten  |
| Flugabwehr | 4 × 2,5−cm | 4 × 3,7−cm 6 × 2−cm | 4 × 2−cm | 2 × 3,7−cm 4 × 13,2−mm MG | 2 × 7,62−cm 6 × 3,7−cm | 4 × 4−cm 6 × 2−cm      | 4 × 2,8−cm 6 × 2−cm |

Bedingt durch die starken alliierten Luftstreitkräfte während des Pazifikkrieges kam es zu einer kontinuierlichen Verstärkung der 2,5-cm-Geschütze. Begonnen wurde damit eine zusätzliche Doppellafette vor der Brücke auf einer Plattform aufzustellen, dann den Turm B an Land zu geben und diesen durch zwei Drillingslafetten zu ersetzen. Mit den durch Drillingslafetten ersetzten Doppellafetten beiderseits des achteren Schornsteins befanden sich nun vierzehn 2,5-cm-Geschütze an Bord. Ab 1944 kamen weitere vierzehn Einzellafetten hinzu, was die Gesamtzahl auf achtundzwanzig Geschütze erhöhte.

#### Torpedos
Die Torpedobewaffnung bestand aus zwei, um 360° schwenkbaren, Vierfachtorpedorohrsätzen im Kaliber 61 cm, welche Torpedos des Typ 93 verschossen. Diese waren in Bootsmittellinie, ein Satz zwischen den beiden Schornsteinen und der Andere zwischen dem zweiten Schornstein und dem achteren Deckshaus aufgestellt. Die Mitnahme von acht Reservetorpedos war vorgesehen.

#### U-Jagdausrüstung
Zur U-Jagd verfügten die Schiffe über zwei Wasserbombenwerfer mit 16 Wasserbomben. Später wurden auf Grund der gestiegenen U-Bootgefahr weitere Ablaufschienen bzw. Werfer installiert und der Bestand an Wasserbomben auf 36 Stück erhöht.

#### Minensuchausrüstung
Zur Eigensicherung gegen Seeminen war Minenräumgeschirr vorhanden, bestehend aus zwei Räumottern (engl. Paravane), welche mittels Davits am Heck abgelassen wurden.

### Sensoren

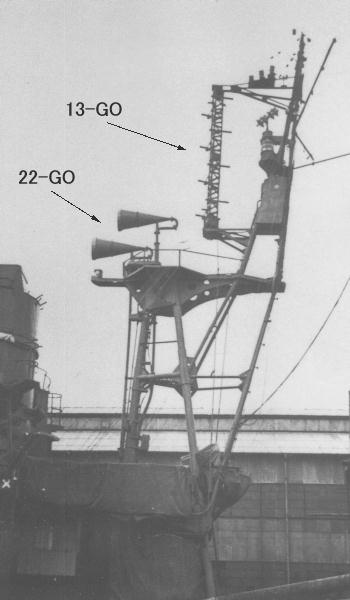
Radargeräte der Typen 22 und 13, hier im Hauptmast eines Zerstörers der Akizuki-Klasse.

#### Radar
Japanische Zerstörer waren nicht von Beginn des Pazifikkrieges mit Funkmesstechnik ausgerüstet. Erst Ende des Jahres 1942 erhielten ausgewählte Einheiten das Radar des Typs 22. Dieses zur Seeraumüberwachung und Feuerleitung fähige System, welches aus einem Doppelhorn – eines zum Senden und eines zum Empfangen – bestand, war im Hauptmast hinter der Brücke verbaut. Es arbeitete mit einer Wellenlänge von 10 cm und hatte eine Sendeleistung von 2 kW. Bedingt dadurch, dass frühe japanische Radargeräte unzuverlässig arbeiteten und ihr Bedienpersonal schlecht ausgebildet war, neigten Kommandanten dazu Hinweise durch diese nicht ernst zu nehmen und sich auf die klassischen Aufklärungsmethoden wie Ausgucke mit optischen Geräten zu verlassen. Dieses Vertrauen wurde immer problematischer, da die Amerikaner immer bessere Radarsysteme einführten und diese hauptsächlich zur Feuerleitung einsetzten.
Ab 1944 erhielten die überlebenden Zerstörer zur Luftraumüberwachung ein Gerät des Typs 13, welches über eine lange Leiterantenne verfügte, die auf dem achteren Mast montiert war. Dieses Radargerät konnte eine Gruppe von Flugzeugen in bis zu 100 Kilometern und ein einzelnes Flugzeug in bis zu 50 Kilometern Entfernung orten. Es arbeitete mit einer Wellenlänge von 100 cm und hatte eine Sendeleistung von 10 kW.

#### Sonar
Zur Suche nach U-Booten war ein Echoortungssystem des Typs 93 und einem Hydrophon-Set vom Typ 93 eingerüstet. Dieses Hydrophon-Set bestand aus zwei Gruppen zu je acht Sensoren, eine Gruppe auf jeder Schiffsseite.

## Besatzung
Die Besatzung hatte eine Stärke von 240 Offizieren, Unteroffizieren und Mannschaften, welche sich bis Kriegsende auf Grund der personalintensiven zusätzlich eingerüsteten Flugabwehrbewaffnung erhöhte.